# Den Internationale Domstol
Den Internationale Domstol (International Court of Justice, ICJ) er Forenede Nationers primære juridiske organ. Domstolen har til huse i Fredspaladset i Haag, Holland. Domstolen er også kendt som Den mellemfolkelige domstol og Verdensretten. Domstolen er en efterfølger for Den Faste Domstol for Mellemfolkelig Retspleje, som blev oprettet under Folkeforbundet.
Domstolen har til opgave at sørge for, at internationale love bliver overholdt. Domstolen kan kun optage sager, hvor parterne er stater, og kun hvis staterne selv indvilger i at være part. Staterne er som udgangspunkt forpligtet til at respektere domstolens afgørelser.

## Før 1914
I 1880'erne rejste fredsbevægelsen krav om, at stridigheder mellem staterne blev løst ved voldgift, ikke som hidtil ved krig. I Danmark var det Fredrik Bajer, der rejste kravet. Under verdensudstillingen i Paris i 1889 blev der stiftet en interparlamentarisk union. Denne forening af politikere fra mange lande støttede ønsket om voldgift. Kravet blev også rejst på en konference mellem landene i Nord- og Sydamerika i 1890.
I løbet af 1890'erne blev det folkelige krav om voldgift så stærkt, at regeringerne måtte handle. I 1899 indkaldte den russiske kejser Nikolaj II til en fredskonference i Haag. Dette møde blev fulgt op med en ny fredskonference i Haag i 1907. Et af den første fredskonferences resultater var, at Den faste voldgiftsret blev oprettet i 1901. Indtil 1914 afgjorde voldgiftsretten omkring 30 sager.

## 1922-1939
Folkeforbundet vedtager i 1920, at man vil oprette Den faste domstol for mellemfolkelig Retspleje (Permanent Court of International Justice) og den begyndte at fungere i 1922.
I 1933 afgør Haag-domstolen den dansk-norske strid om Nordøstgrønland.

## Efter 1945
I FN-pagten fra 1945 blev det bestemt, at Den Internationale Domstol (International Court of Justice) skulle være ét af FN's hovedorganer. De andre hovedorganer er Generalforsamlingen, Sikkerhedsrådet, Det Økonomiske og Sociale Råd og FN-sekretariatet (generalsekretærens kontor).

## Krigsforbryderdomstole
Den internationale domstols hovedopgave er efter folkeretten at afgøre stridigheder mellem staterne, men der findes adskillige andre domstole og domstolslignende organer i Haag. De to andre mest kendte er:
- Det internationale tribunal til pådømmelse af krigsforbrydelser i det tidligere Jugoslavien som i 1993 blev nedsat af FN.
- Den Internationale Straffedomstol som i 2002 blev oprettet ved en traktat mellem en række lande.